# Паташу

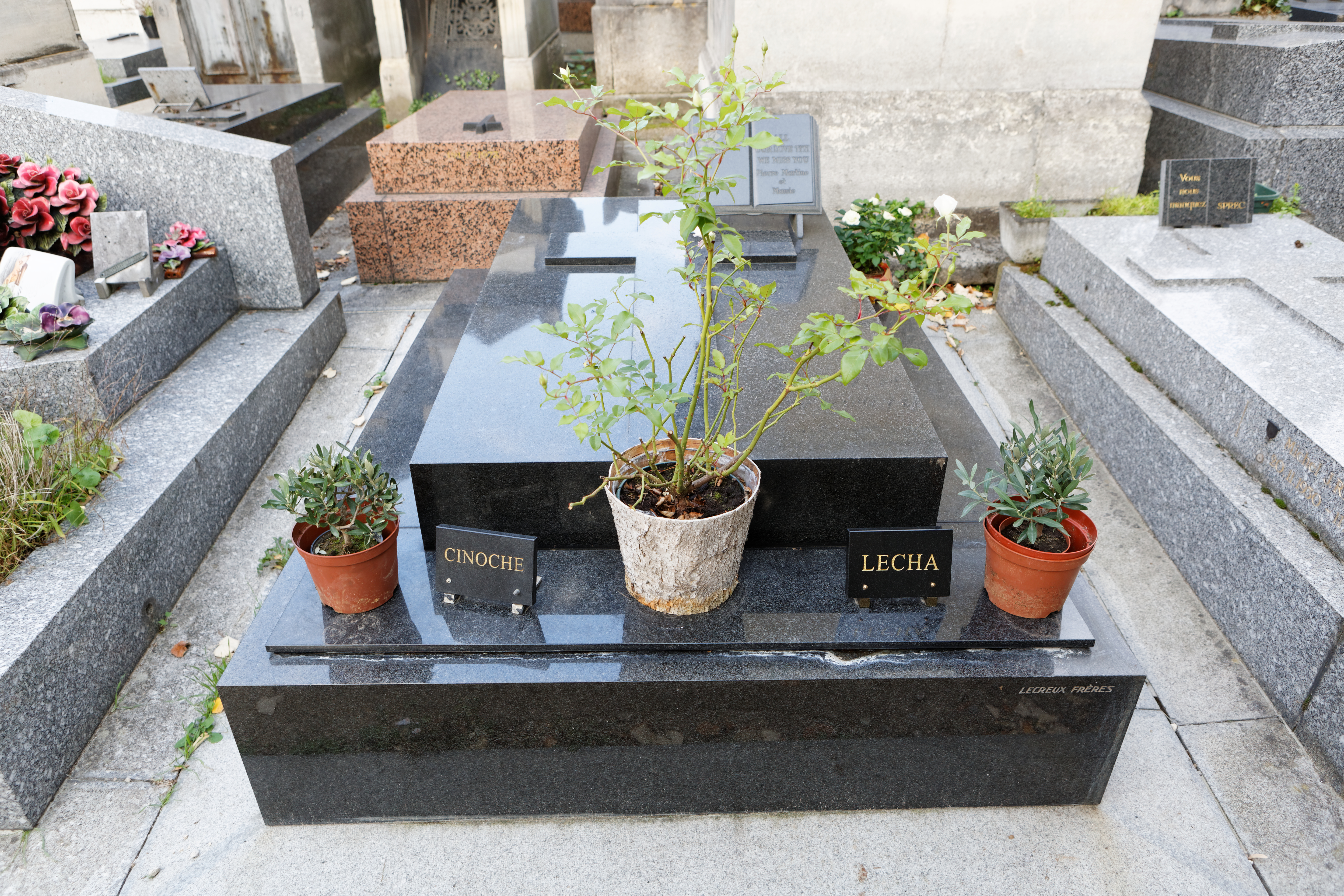
Могила Паташу на цвинтарі Пер-Лашез

Генріє́тта Раго́н (фр. Henriette Ragon, більше відома під артистичним псевдонімом Паташу́ (фр. Patachou); нар. 10 червня 1918, Париж, Франція — пом. 30 квітня 2015, Неї-сюр-Сен, Франція) — французька співачка та акторка.

## Біографія
Генрієтта Рагон народилася 10 червня 1918 року в XII-му окрузі Парижа в сім'ї ремісника. В юнацькі роки працювала на заводі, потім стенографісткою, продавчинею у крамниці взуття. Згодом стала власницею невеликої кондитерської і антикварної крамниці.

## Творча кар'єра
У 1948 році Генрієтта Рагон разом зі своїм другим чоловіком Артуром Лессером відкрила кабаре-ресторан в районі Монмартра. Заклад швидко став дуже популярним завдяки не лише хорошою кухнею, а й чудовим пісенним шоу. Саме там давали свої перші великі концерти такі майбутні майстри французької пісні як Жак Брель, Юг Офре і Мішель Сарду. Незабаром і сама Генрієтта вийшла на сцену під псевдонімом Паташу, який отримала від назви свого закладу.
Завдяки хрипкому голосу з сильним паризьким акцентом і зовнішності Гавроша, Паташу стала по-справжньому французькою народною акторкою. Успішно гастролювала по всьому світу — вона давала концерти в Канаді, США, Великій Британії, Швеції, Бразилії, Японії, Гонконзі.
Завершила свою співецьку кар'єру Паташу наприкінці 1970-х років виступами в ресторані на другому поверсі Ейфелевої вежі в Парижі.
Починаючи з середини 1950 років Паташу знімалася в кіно і на телебаченні. Вона грала ролі у фільмах таких відомих режисерів, як Бернар Бліє, Леос Каракс, Жан-Поль Саломе. Виступала і як театральна акторка.
Паташу була нагороджена французьким Орденом Почесного легіону (1 квітня 2009) і Орденом Мистецтв та літератури. Її син, П'єр Бійон став відомим французьким продюсером і композитором — його пісні виконують, зокрема, Джоні Голлідей і Мішель Сарду.
Паташу померла 30 квітня 2015 року у віці 96-ти років. Похована на кладовищі Пер-Лашез.

## Фільмографія
| Рік       |    | Українська назва                | Оригінальна назва                      | Роль              |
| --------- | -- | ------------------------------- | -------------------------------------- | ----------------- |
| 1954      | ф  | Французький канкан              | French Cancan                          | Іветт Жильбер     |
| 1954      | ф  | Наполеон                        | Napoléon                               | мадам Санс-Жене   |
| 1986      | ф  | Фобур Сен-Мартен                | Faubourg St Martin                     | мадам Копперкейдж |
| 1987      | ф  | Румба                           | La rumba                               | мадам Мейраль     |
| 1987      | тф | Загублений лист                 | La lettre perdue                       | мадам Арві        |
| 1989—1991 | с  | Прикордонне місто               | Bordertown                             | Сюзанна Дюмон     |
| 1989—1991 | с  | Коплан                          | Coplan                                 | Лючія Мунін       |
| 1990      | ф  | Карпатський гриб                | Le champignon des Carpathes            | мадам Амброжіано  |
| 1990      | ф  | Ранок страждання                | Les matins chagrins                    | Аліса             |
| 1990      | тф | Ніч лиса                        | Night of the Fox                       |                   |
| 1992—2005 | с  | Кордьє — варта порядку          | Les Cordier, juge et flic              | мадам Лемуан      |
| 1992      | ф  | Мисливський заповідник          | Chasse gardée                          | мадам Сінь        |
| 1993      | тф | Застряглі                       | Pris au piège                          | Адріана Брусьє    |
| 1993      | с  | Великі припливи                 | Les grandes marées                     | Софі Леклерк      |
| 1993      | ф  | Ніжна мішень                    | Cible émouvante                        | мадам Мейнар      |
| 1993      | тф | Сонце у святвечір               | Un soleil pour l'hiver                 | Селін             |
| 1993      | тф | Сусід зверху                    | La voisine du dessus                   |                   |
| 1994      | с  | 3000 сценаріїв проти вірусу     | 3000 scénarios contre un virus         |                   |
| 1995      | тф | Ігристе серце                   | Le coeur étincelant                    |                   |
| 1996      | тф | Ніжна пастка                    | Tendre piège                           | Мадлен            |
| 1996      | тф | Пограбування в повітрі          | Hold-up en l'air                       | Емілі Саглія      |
| 1999      | ф  | Пола Ікс                        | Pola X                                 | Маргарита         |
| 2000      | ф  | Актори                          | Les acteurs                            | стара сліпа леді  |
| 2000      | ф  | Пригоди Фелікса                 | Drôle de Félix                         | Матильда Фірмін   |
| 2001      | ф  | Бельфегор — привид Лувра        | Belphégor - Le fantôme du Louvre       | Женев'єва         |
| 2001      | тф | Політ голуба                    | Le vol de la colombe                   | Марта             |
| 2003      | тф | Ти хотіла побачити море         | T'as voulu voir la mer...              | Офелія            |
| 2004      | ф  | Професіонали                    | San Antonio                            | Рут Буз           |
| 2006—2010 | с  | Стажисти: Перші кроки в поліції | Les bleus: premiers pas dans la police |                   |